# Petrus Lombardus

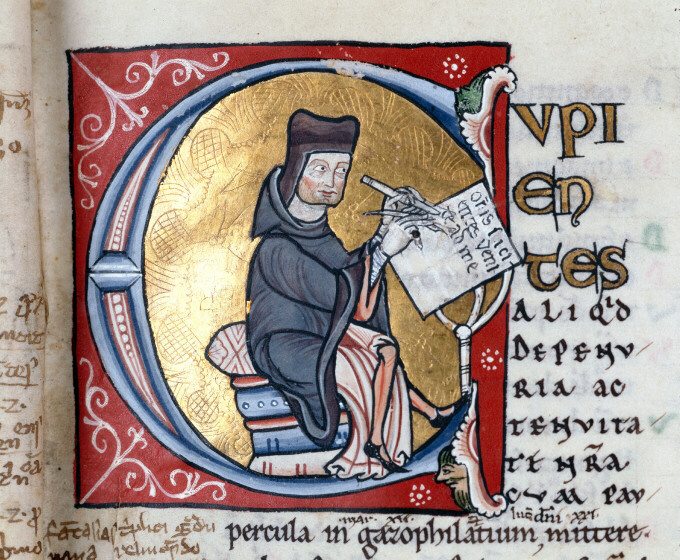
Petrus Lombardus

Petrus Lombardus (italienisch Pietro Lombardo, * um 1095/1100 in Lumellogno bei Novara; † 20. Juli 1160) war ein scholastischer Theologe, Leiter der Kathedralschule von Notre Dame in Paris und gegen Ende seines Lebens Bischof von Paris. Nach dem Titel seines Hauptwerkes, der vier Bücher der Sentenzen (einprägsame Aussprüche, Lehrsätze), wird er auch Magister sententiarum genannt.

## Leben
Petrus Lombardus stammte aus dem Gebiet von Novara; aus einem späten Hinweis von Paolo Giovio erschließt man seine Herkunft speziell aus dem Flecken Lumellogno südwestlich von Novara. Über seine lombardische Familie und seine Ausbildung in Italien liegen keine sicheren Zeugnisse vor. Man nimmt jedoch an, dass er geringen Standes war, zunächst die Schule der Kanoniker von San Gaudenzio in Novara besuchte, denen Lumellogno abgabepflichtig war, und anschließend in Bologna oder Lucca studierte, ehe er sich auf Empfehlung des Bischofs von Lucca um 1133 nach Frankreich begab.
Aus einem Brief von Bernhard von Clairvaux (Epist. 410) von 1134/1135 an Gilduin, Abt der Augustiner-Chorherren von Sankt-Viktor, ergibt sich, dass Petrus einige Zeit zuvor durch den Bischof von Lucca mit der Bitte um Unterstützung für die Dauer eines kurzen Studienaufenthaltes in Frankreich (parvo tempore, quo moraretur in Francia causa studii) an Bernhard empfohlen worden war, der ihm daraufhin zunächst Studien in Reims ermöglicht hatte und nun Hilduin darum bat, dem mittlerweile in Paris weilenden Schützling für eine kurze Zeit gleiche Hilfe, insbesondere Verpflegung (providere ei in cibo per breve tempus), zu gewähren.
In Paris, wo zu dieser Zeit Hugo von St. Viktor und Petrus Abaelardus die führenden Lehrer waren, scheint er sich dann dauerhaft niedergelassen und innerhalb von etwa zehn Jahren einen Ruf als namhafter Theologe, unter anderem als an der Kathedralschule von Notre-Dame lehrender Canonicus, erworben zu haben. Seit 1145 ist er durch Urkunden der Kathedrale Notre Dame bezeugt, aus Beurkundungen 1147 als Subdiakon und 1156 als Erzdiakon ergibt sich, dass er in der Zeit zwischen diesen Beurkundungen die Weihen zum Diakon und zum Priester empfing. Von Papst Eugen III., einem Schüler Bernhards, wurde er 1147 bei Anlass eines Aufenthaltes des Papstes in Paris über die Auslegung von Matthäus 18,15–18  zur Frage der Pflicht zur „brüderlichen Zurechtweisung“ (Correctio fraterna) konsultiert. Es ist möglich, wenn auch nicht belegt, dass er zu Ostern 1147 auch am Konsistorium des Papstes beteiligt war, auf dem erstmals die Trinitätslehre von Gilbert von Poitiers geprüft wurde. Sicher war er aber jedenfalls im Folgejahr im Anschluss an die Synode von Reims am Verfahren gegen Gilbert beteiligt, da er dort Aktenstücke und die Capitula der von Bernhard geführten Anklage gegen Gilbert mitunterzeichnete.
Um 1154 reiste Petrus Lombardus nach Rom, 1159 wurde er zum Bischof von Paris gewählt und am 29. Juni geweiht, nachdem offenbar sein Vorgänger und mutmaßlicher Schüler Philipp, ein Sohn Ludwigs des Dicken, zu seinen Gunsten auf das Amt verzichtet hatte. Aus seiner folgenden nur einjährigen Amtszeit sind nur wenige Amtshandlungen, jeweils ohne größere geschichtliche Bedeutung, bekannt. Ricobaldus von Ferrara berichtet in seinem Pomarium (veröffentlicht 1297) aus dieser Zeit noch eine Anekdote, die ganz ähnlich später auch über Benedikt XI. und Sixtus V. erzählt wurde, dass nämlich eine Delegation aus seinem Heimatort ihn in Begleitung seiner zu diesem Anlass festlich gekleideten Mutter in Paris besucht habe und Lombardus seine Mutter erst habe wiedererkennen wollen, nachdem diese wieder die ärmliche Kleidung seiner Herkunft angelegt habe.
Lombardus wurde im Chor der früheren Kollegiatkirche St. Marcel im damaligen Pariser Vorort Faubourg Saint-Marcel (heute 13. Arrondissement) begraben. Bis zum Abriss der Kirche Anfang des 19. Jahrhunderts war auf seinem Grabmal eine Inschrift zu lesen, die, in späterer Zeit ergänzt um die auf einer falschen Angabe von Alberich von Trois-Fontaines zur Dauer seiner Amtszeit beruhende Jahreszahl 1164, als den Tag seines Todes den 20. Juli nennt:
Hic jacet Magister Petrus Lombardus Parisiensis episcopus, qui composuit librum Sententiarum, glossas Psalmorum, et Epistolarum, cujus obitus dies est XIII Kal. Augusti.
„Hier ruht Magister Petrus Lombardus, Bischof von Paris, Verfasser des Buchs der Sentenzen und der Glossen zu den Psalmen und den (Paulus-)Briefen, dessen Todestag der 13. Tag vor den Kalenden des August ist.“

## Werk

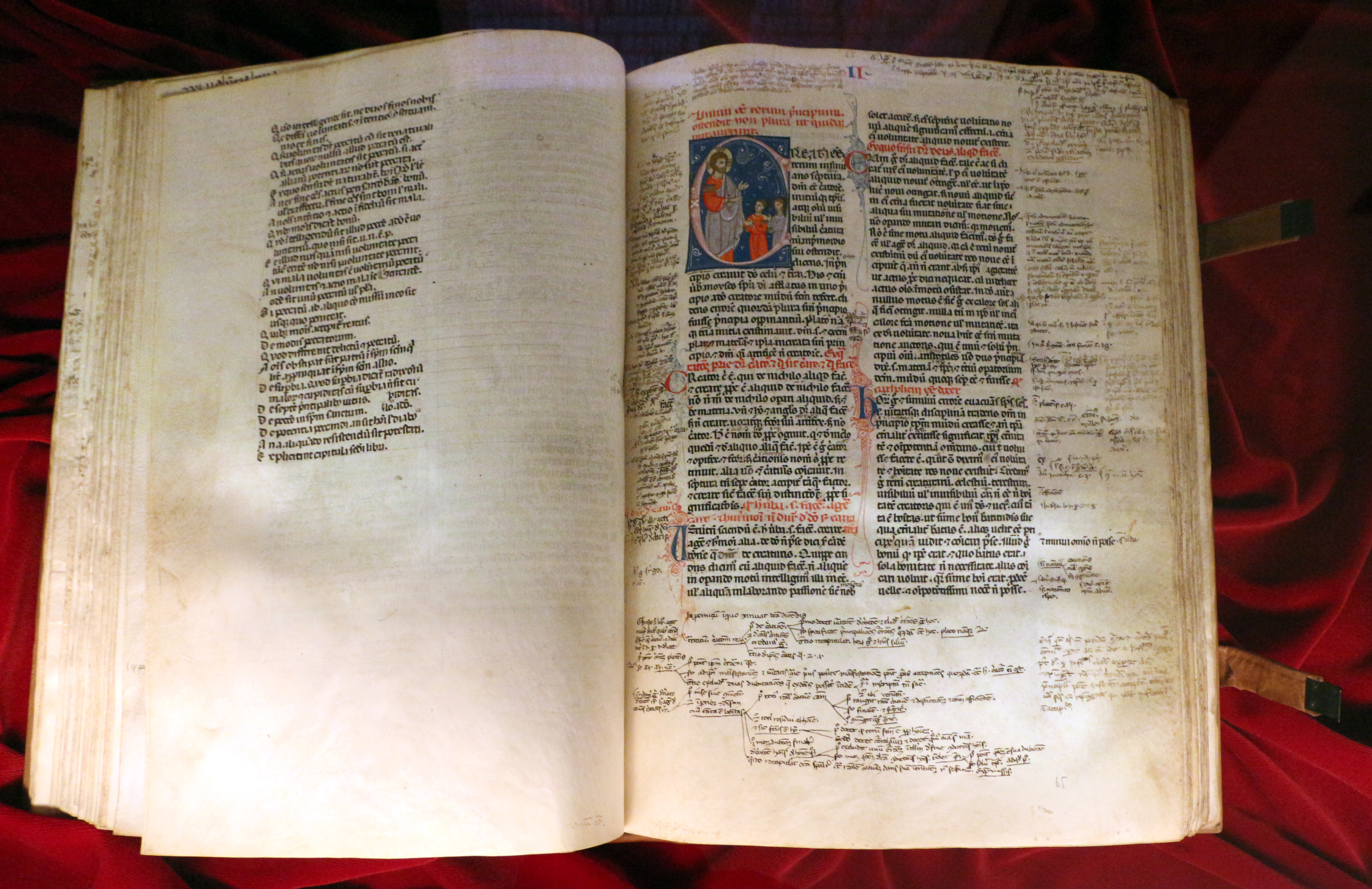
Sententiae, 1280 circa, Biblioteca Medicea Laurenziana, Florenz

Das Hauptwerk des Petrus Lombardus sind seine vier Bücher Sententiae (PL 192, 521–962), die anhand sorgfältig ausgewählter Aussagen (Sentenzen) der Kirchenväter und Kirchenlehrer eine systematische Darstellung der gesamten Theologie, zentriert um die Hauptthemen Gotteslehre und Trinität (Buch I), Schöpfung, (berücksichtigt auch Anthropologie und Sündenlehre) (II), Inkarnation (Christologie) (III) und Sakramente (IV), zu geben versuchen. Eine erste, nicht mehr erhaltene Fassung ist nicht vor 1142 entstanden, die erhaltene zweite wurde 1158 beendet. Dieses Werk war das folgenreichste seiner Art und trug dem Verfasser im mittelalterlichen Lehr- und Zitierbetrieb den Ehrentitel eines ‚Magister Sententiarum‘ ein.
Die Kommentierung seiner Sententiae wurde seit dem 13. Jahrhundert zu einem festen Bestandteil des theologischen Magisterstudiums. Dieser Übung verdanken sich dann auch die bedeutenden Sentenzenkommentare etwa von Albertus Magnus, Bonaventura, Thomas von Aquin, Wilhelm von Auxerre und Johannes Duns Scotus, die zu den wichtigsten Zeugnissen der mittelalterlichen Theologie zählen. Neben solchen Kommentaren entstanden für den Gebrauch außerhalb der Universität Zusammenfassungen wie die des ersten Buches von Jakob von Viterbo († um 1308), die in mehr als 100 Handschriften und zwei Frühdrucken erhaltenen Conclusiones in quatuor libros Sententiarum von Johannes de Fonte (13./14. Jh.), die unter Verwendung dieser Conclusiones entstandene Summa libri sententiarum von Dionysius von Florenz († nach 1443) oder der unvollendet gebliebene Flosculus Rahewins von Freising († vor 1177), der den Stoff in Form eines Lehrgedichts für die Schüler der Freisinger Domschule aufbereitete. Die Sentenzen fanden stofflich auch Eingang in die Volkssprache: Ein namentlich nicht bekannter mitteldeutscher Übersetzer des 14. Jahrhunderts übertrug die Conclusiones ins Mittelhochdeutsche, um Theologiestudenten und angehenden Predigern den Zugang zu erleichtern, und auf der Grundlage der ersten drei Bücher der Sentenzen, unter Heranziehung auch weiterer Quellen wie des Comendium theologicae veritatis von Hugo Ripelin von Straßburg, verfasste gleichfalls im 14. Jahrhundert ein alemannischer Anonymus für Nonnen eines unbekannten Klosters einen umfangreichen mittelhochdeutschen Traktat über die Gottesliebe.
In Nürnberg erschien 1515 ein Compendium Theologiae der Sentenzen, welches von Burkhard von Horneck, einem Arzt, Verfasser medizinischer Abhandlungen und Theologen, der unter anderem als Leibarzt des Würzburger Fürstbischofs und als Stadtarzt in Konstanz tätig war.
Petrus Lombardus hat nicht nur mit den Sentenzen einen Grundstein für die systematische Theologie der Scholastik gelegt, sondern auch bedeutende und einflussreiche Bibelkommentare verfasst, insbesondere zu den Psalmen (PL 191,31–1296) und zu Paulus (PL 191,1297–1696; PL 192,9–519), die als ‚Magna Glossatura‘ in die Standardglosse des Mittelalters, die Glossa Ordinaria, aufgenommen wurden und dadurch quasi-kanonische Geltung für die nachfolgenden Jahrhunderte erlangten.
Erhalten sind ferner einige Predigten, die zum Teil unter dem Namen von Hildebert von Lavardin überliefert sind.

## Schriften
Primärtexte
- Sententia (1150–1152) (lat.) in: docteurangelique.fr.
- Petrus Lombardus in: Bibliotheca Augustana, Ausgewählte Abschnitte nach: Magistri Petri Lombardi Sententiae in IV libris distinctae Spicilegium Bonaventurianum IV/V. Ed. Collegium S. Bonaventurae ad Claras Aquas, Roma 1971 (= Institut Docteur Angélique). Außerdem verlinkt mit MPL 192, Sp. 519–964 (Google).
- Petrus Lombardus: Sententiae in: Documenta omnia catholica = MPL 192, Sp. 519–964.
- Works Lateinischer Text und englische Übersetzung u. a. des 1. Buchs der Sentenzen.
- Deutsche Übersetzung der Sentenzen: Petrus Lombardus, Sententiae in quatuor libris distinctae / Vier Bücher der Sentenzen, Einleitung, Übersetzung und Kommentar von Stephan Ernst (Fontes Christiani, Sonderband, 2 Bände), Freiburg/Basel/Wien 2024.

Sekundärliteratur
- Petrus Lombardus, in: Meister Eckhart und seine Zeit.
- Psalmenkommentar von Petrus Lombardus in einer Handschrift der Staatsbibliothek Bamberg
- Digitalisat eines Kommentars zu den ersten zwei Büchern der Sentenzen von Petrus Lombardus Commentarius in Petri Lombardi libros Sententiarum der Staatsbibliothek Bamberg